# Hegener + Glaser
Hegener + Glaser (kurz H+G) war ein deutsches Unternehmen, das mit seinen Schachcomputern der Mephisto-Serie Schachgeschichte schrieb. Der Markenname „Mephisto“ wurde in den 1980er-Jahren in Deutschland zum Synonym für Schachcomputer.

## Gründung und Aufstieg
Manfred Hegener und Florian Glaser gründeten 1969 in München eine Aktiengesellschaft zur Herstellung von Halbleiterprodukten für deutsche Großfirmen mit Elektronik-Bauteilen aus den USA, Japan und England.

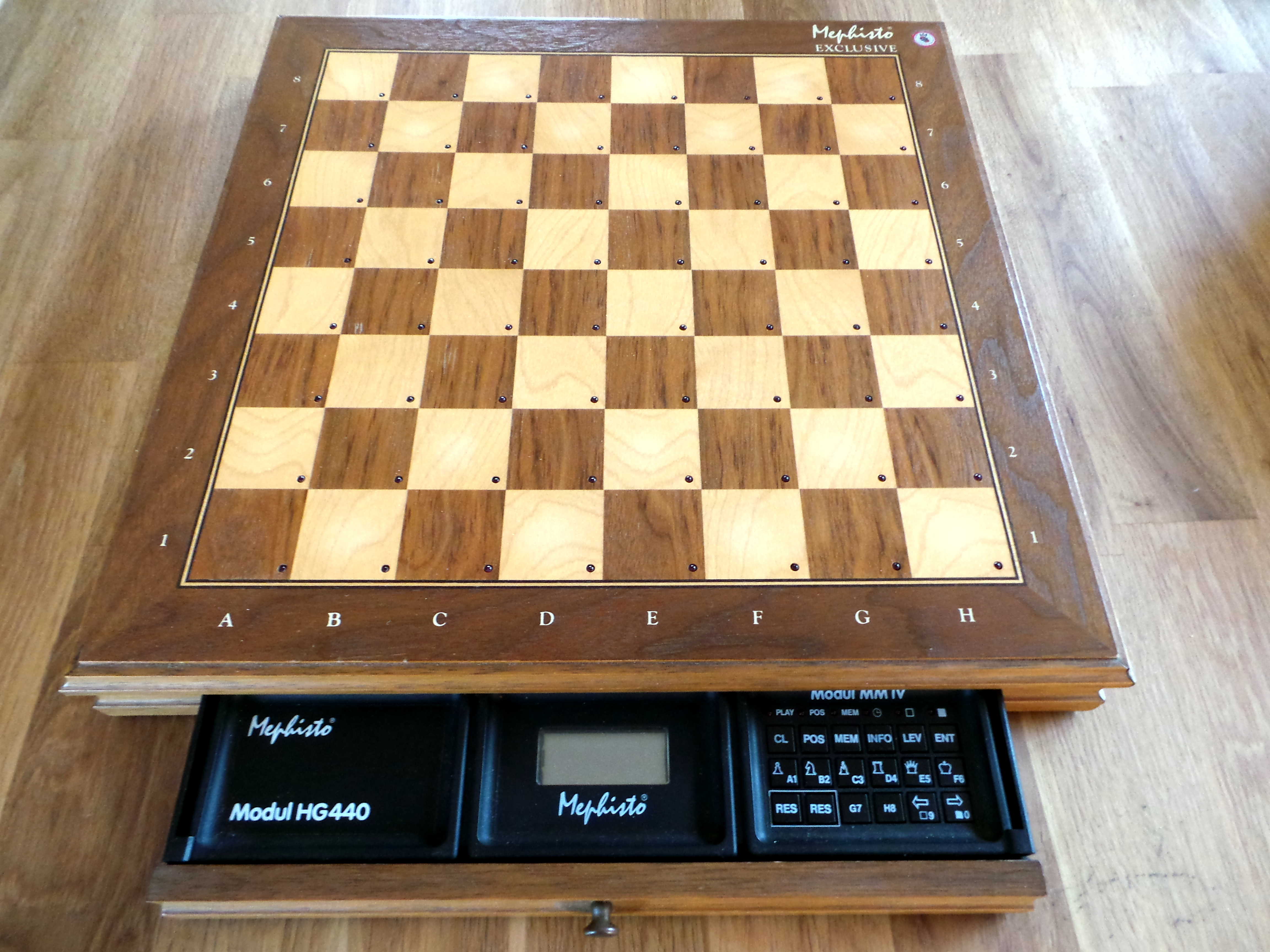
Der Mephisto Exclusive von H+G aus dem Jahr 1987 mit der ausziehbaren Modullade. In der Mitte das LCD-Anzeigemodul, rechts das Grundmodul (aus der Modulreihe MMIV) mit dem Tastenfeld zur Bedienung des Geräts. Bei dem linken Modul (Eröffnungsbibliothek HG440) handelt es sich um eine Erweiterung des Schachcomputers.

Die Firma Fidelity Electronics Inc. hatte 1977 mit ihrem „Chess Challenger“ den ersten Schachcomputer auf den Markt gebracht. Er verfügte noch nicht über eine Eröffnungsbibliothek und hatte nur eine geringe Spielstärke.
Hegener und Glaser erkannten ihre Chance und konzipierten den ersten deutschen Schachcomputer. In Erinnerung an das literarische Schachspiel im Dr. Faust gaben sie ihm den Namen „Mephisto“. Zur Entwicklung der Spiellogik engagierten sie 1978 die Programmierer Thomas Nitsche und Elmar Henne. Anfang August 1980 kam der erste Mephisto auf den Markt (siehe auch Foto unter Weblinks). Er erreichte die Spielstärke von Schachklubspielern und wurde rasch zum Markenzeichen. Aufgrund seiner Form und Farbe erhielt er den Spitznamen „Das Brikett“.
Die Firma Rawe Electronic in Weiler im Allgäu fertigte von 1985 bis 1992 Halbleiterplatinen (beim PC würde man heute sagen: die Mainboards) für die Steuereinheit.
Im Mai 1985 kam der überragende englische Schachprogrammierer Richard Lang in Kontakt mit der Münchner Firma H+G und fand dort große Unterstützung. In den wenigen Monaten bis zur Weltmeisterschaft im Computerschach für Mikrocomputer in Amsterdam Anfang September adaptierte er sein bereits erfolgreiches Programm Psion-Chess auf den Mephisto, konnte es noch weiter verbessern und gewann die Weltmeisterschaft überlegen. Ungefähr zur gleichen Zeit entstand eine PSION-Version für den 8 MHz ATARI ST. Lang gewann zwischen 1984 und 1991 in Folge mit dem Mephisto alle Weltmeisterschaften. 1989 waren über 90 Prozent aller in Deutschland verkauften Schachcomputer Geräte der Mephisto-Reihe. Der Name Mephisto war in dieser Zeit im deutschen Sprachraum geradezu ein Synonym für Schachcomputer.
1989 übernahm H+G den früheren Konkurrenten Fidelity Electronics für rund 7 Millionen US$.

## Niedergang

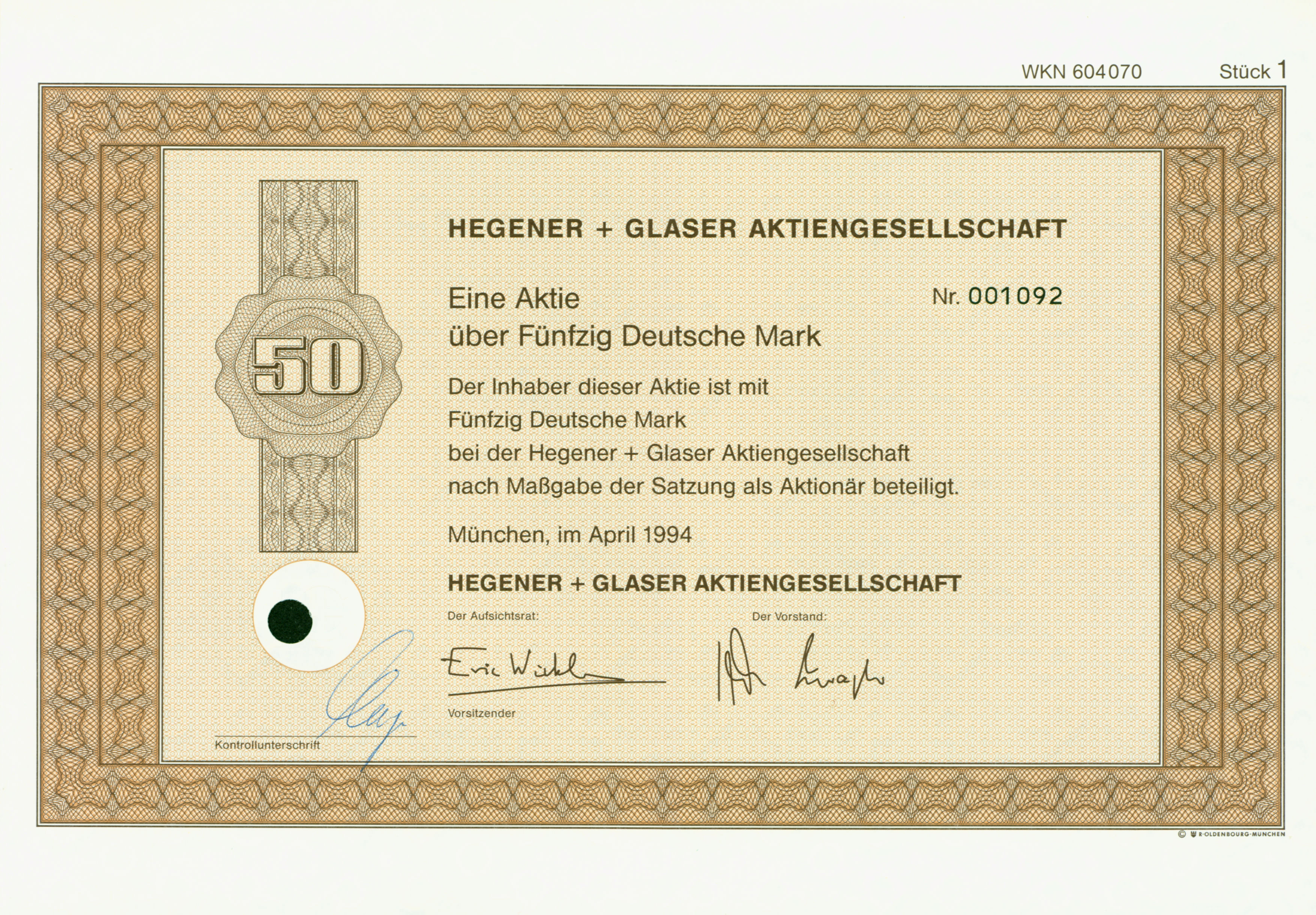
Aktie über 50 DM der Hegener + Glaser AG vom April 1994

Durch das Aufkommen leistungsfähiger Intel 486er Personal Computer und das vielseitige Angebot an darauf angepassten preiswerten und leistungsstarken Schachprogrammen brach 1990 der Markt für hochpreisige Schachcomputer ein. Die Folgen für die Firma H+G waren heftig. Zwar gewann 1992 der Programmierer Ed Schröder mit Gideon 3.1 auf einem Mephisto Risc 2 die offene 7. Schachcomputer Weltmeisterschaft WCCC (also nicht die der Micros) vor Großrechnern und Spezialhardware, aber die Schulden der Firma betrugen bereits 28 Millionen DM. Schließlich kaufte Saitek Ltd. 1994 H+G für circa 7 Millionen DM und wurde damit zum weltgrößten Produzenten von Schachcomputern.
Ironischerweise war 1994 auch das Jahr des spektakulärsten Publikumserfolges für den Mephisto, als Richard Langs Genius (Mephisto London, auf einem Pentium Prozessor) gegen Garri Kasparow beim Intel World Chess Grand Prix Turnier in London gewinnen konnte.
Manfred Hegener setzte seine unternehmerischen Aktivitäten fort und gründete mit seinem früheren Berater und Schachspezialisten Ossi Weiner 1996 die Firma „Millennium 2000 GmbH Hegener & Weiner“, die unter anderem den „Millennium Schachpartner 2000“ produzierte und für 99 DM verkaufte. Im Mai 2002 sprach ihm der Deutsche Schachbund Dank und Anerkennung in Form einer Ehrenurkunde aus.